# Não Matarás (filme)
Não Matarás é um filme brasileiro de 1955, dirigido por Luiz da Silva Freitas Jr. e produzido pela Sorocaba Filmes e Fama Filmes

## Sinopse
Condenado pela Justiça, um jovem foragido se refugia como serviçal numa mansão sob falsa identidade. Logo se apaixona pela bela esposa do milionário desajustado e boêmio. Auxiliado por uma empregada da casa que se apaixona por ele, o jovem encontra-se perante um dilema: fugir e abandonar a mulher amada ou ficar e correr o risco de ser recapturado pela justiça.

## Elenco
- José Parisi
- Iracema de Brito
- Carlos Cotrim
- Landa Lopez
- Azeitona
- Neide Landi
- Monica Lee
- Anita Sorriento
- Zenaide Salles
- Celeste Jardim
- Erné Leblon
- Luiz Müller
- Paulo Nunés
- Clodomiro Pascual
- Armando Souza Lima

## Prêmios e indicações
- "Prêmio Associação Brasileira de Cronistas Cinematográficos, 1956, RJ, de Melhor Atriz para Iracema de Brito.
- "Prêmio Governador do Estado, 1956, SP, de Melhor Atriz para Iracema de Brito."